# Jane Horrocks
Barbara Jane Horrocks (Rawtenstall, 18 de janeiro de 1964) é uma atriz, cantora e musicista inglesa. É mais conhecida pelo seu papel como "Bubble" na série de televisão britânica Absolutely Fabulous.